# TEX51
TEX51 (англ. Testis expressed 51) – білок, який кодується однойменним геном, розташованим у людей на 2-й хромосомі. Довжина поліпептидного ланцюга білка становить 166 амінокислот, а молекулярна маса — 18 842.
| 10         |  | 20         |  | 30         |  | 40         |  | 50         |
| ---------- |  | ---------- |  | ---------- |  | ---------- |  | ---------- |
| MLPLLIICLL |  | PAIEGKNCLR |  | CWPELSALID |  | YDLQILWVTP |  | GPPTELSQNR |
| DHLEEETAKF |  | FTQVHQAIKT |  | LRDDKTVLLE |  | EIYTHKNLFT |  | ERLNKISDGL |
| KEKDIQSTLK |  | VTSCADCRTH |  | FLSCNDPTFC |  | PARNRRTSLW |  | AVSLSSALLL |
| AIAGDVSFTG |  | KGRRRQ     |  |            |  |            |  |            |

A: Аланін

C: Цистеїн

D: Аспарагінова кислота

E: Глутамінова кислота

F: Фенілаланін

G: Гліцин

H: Гістидин

I: Ізолейцин

K: Лізин

L: Лейцин

M: Метіонін

N: Аспарагін

P: Пролін

Q: Глутамін

R: Аргінін

S: Серин

T: Треонін

V: Валін

W: Триптофан

Локалізований у мембрані.